# Acidocroton ekmanii
Acidocroton ekmanii är en törelväxtart som beskrevs av Ignatz Urban. Acidocroton ekmanii ingår i släktet Acidocroton och familjen törelväxter. Inga underarter finns listade i Catalogue of Life.